# Helianthemum ruficomum
Helianthemum ruficomum là một loài thực vật có hoa trong họ Nham mân khôi. Loài này được (Viv.) Spreng. mô tả khoa học đầu tiên năm 1825.